# Marca Saxonă de Răsărit
Marca Saxonă de Răsărit (sau Ostmark) a constituit o marcă de frontieră a Germaniei medievale între secolele al X-lea și al XII-lea. Termenul de "marcă răsăriteană" sau "ostmark" provine din denumirea latinească de marchia Orientalis și la origine se putea referi fie la marca instituită la frontiera de est a Ducatului de Saxonia, fie la o alta, creată la frontiera răsăriteană a Ducatului de Bavaria: Marca de Austria, ce corespundea ulterioarei Austrii.
Marca Saxonă de Răsărit s-a constituit prin desprinderea din vasta Marcă a lui Gero după moartea lui Gero din 965. Dat fiind că acest margraf murise fără moștenitori, pământurile sale au fost divizate prin instituirea Mărcii Nordului între rîurile Elba și Oder, în vreme ce restul Mărcii Saxone de Răsărit consta din teritoriul din sud dintre Saale și Bóbr, corespunzând în mare Saxoniei actuale. Împăratul Otto I "cel Mare" l-a învestit pe Odo I cu titlul de margraf.
În același timp, au fost create mărcile de Meissen, Merseburg și Zeitz în partea de sud a Saxoniei de răsărit. În 1002, succesorul lui Odo I, Gero al II-lea a pierdut partea de est a mărcii în favoarea regelui Boleslau I al Poloniei, însă fiul acestuia, Mieszko al II-lea a fost nevoit să retrocedeze teritoriul în cauză către împăratul Conrad al II-lea în 1031. În 1046, margraful Dedi I din casa de Wettin a moștenit marca, iar fiul și succesorul său Henric I a primit în plus Marca de Meissen din partea împăratului Henric al IV-lea, în 1089. Ambele mărci au rămas sub administrarea familiei de Wettin, devenind ulterior nucleul Electoratului de Saxonia.
După ce s-au desprins din Marca Saxonă de Răsărit, Marca de Landsberg și Marca de Luzacia, restul teritoriului s-a unit cu Marca de Meissen în 1123. Ultima dată când mărcile Saxonă de Răsărit și de Luzacia apar ca fiind separate a fost atunci când cea din urmă a fost conferită lui Henric de Groitzsch în 1128, care a păstrat-o până la 1131. Totuși, Henric de Groitzsch nu a reușit să se impună și până la 1136 marca a revenit margrafului de Meissen, Conrad. Pe parcursul multelor divizări ale stăpânirilor casei de Wettin, teritoriul a fost împărțit de numeroase ori.
Termenul de Osterland este în uz astăzi pentru a desemna regiunea istorică aflată în centrul acestei mărci. În timp ce frontierele Ostmark-ului s-au modificat frecvent, în ziua de astăzi termenul presupune în general spațiul dintre râurile Saale și Mulde.

## Lista margrafilor Saxoniei răsăritene
- Odo I, 965–993
- Gero al II-lea, 993–1015
- Thietmar, 1015–1030
- Odo al II-lea, 1030–1046
- Boleslav, 1002–1025
- Mieszko, 1025–1031
- Dedi I, 1046–1075
- Dedi al II-lea, cca. 1069
- Henric I, 1075–1103
- Henric al II-lea, 1103–1123
- Wiprecht, 1123–1124
- Albert "Ursul", 1123–1128
- Henric al III-lea, 1128–1135

În continuare, cunoscută mai degrabă ca Marca de Luzacia.